# Alfred Ambs
Alfred Ambs (ur. 23 stycznia 1923 w Gladbeck, zm. 10 marca 2010 w Miesbach) – niemiecki as myśliwski z okresu II wojny światowej. Odniósł 7 zwycięstw powietrznych w około 75 misjach bojowych latając na odrzutowym myśliwcu Messerschmitt Me 262.
Ambs dołączył do Luftwaffe 10 lipca 1942 i służył w różnych miejscach, w tym Flg.Rgt. 53, Luftkriegsschule 3, Flugzeugführerschule C14 (Praga), Flugzeugführerschule B33 (Praga-Rusin) i Zerstörergeschwader 101. Przeszkolony na Me 262 w Lechfeld, a następnie przydzielony do JG 7. 23 marca 1945 odbył swój ostatni lot bojowy na Me 262.